# Itzhak Herzog

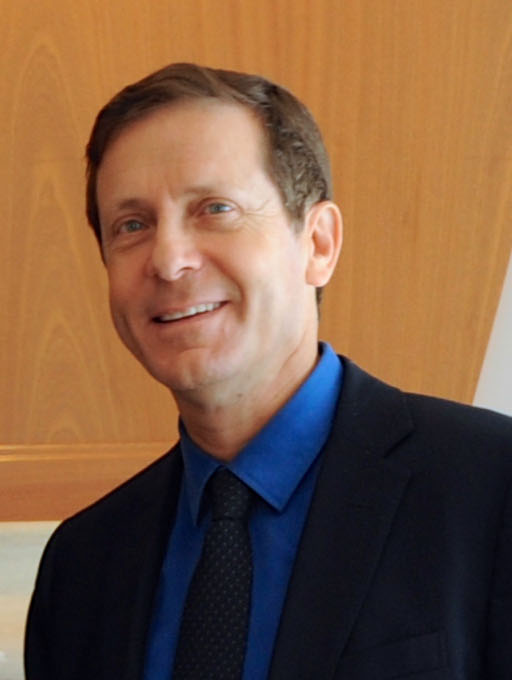
Itzhak Herzog, fotografie din 2014

Itzhak "Buzhi" Herzog (în ebraică: יצחק הרצוג, născut la Tel Aviv la 22 septembrie 1960) este un politician social-democrat și avocat israelian, din anul 2021 președintele Israelului.Între anii 2013-2017 Herzog a fost președintele Partidului Muncii din Israel, între anii 2014-2017 liderul listei „Tabăra Sionistă”, iar între anii 2017-2018 șeful opoziției parlamentare din Israel.  Între anii 2018-2021 a îndeplinit funcția de președinte al Agenției Evreiești

## Biografie
Itzhak Herzog s-a născut la Tel Aviv ca al treilea dintre cei patru copii ai lui Haim Herzog, militar de carieră, ulterior general, diplomat, și al șaselea președinte al Israelului în anii 1983-1993, și al lui Ora Herzog, născută în familia Ambash din Egipt. 
Bunicul său, rabinul Itzhak Meir Herzog, a fost șef rabin al Irlandei, iar apoi al Israelului. Mătușa sa maternă a fost Suzi Eban (Even), soția fostului ministru de externe al Israelului, Abba Eban (Even). Unchiul său patern a fost diplomatul Yaakov Herzog, fost ambasador al Israelului în Canada și director general al Ministerului israelian de externe. Fratele său este generalul de brigadă în rezervă Michael Mike Herzog.
Herzog a crescut la Tel Aviv, unde a învățat până la 15 ani la Liceul religios de stat Zeitlin. Ulterior a studiat la ieșiva Remez din Manhattan, New York, în perioada în care tatăl său a fost ambasador al Israelului la Organizația Națiunilor Unite.
El a servit în armata israeliană ca ofițer în unitatea 8200 de informații și ca rezervist cu gradul de maior, în serviciul de pază al serviciului de securitate în timpul primei Intifade. 
Herzog a studiat dreptul la Universitatea Tel Aviv și la Universitatea Cornell din New York.
A fost în trecut asociat la Biroul avocațial Herzog, Fuchs, Neeman et co, din Tel Aviv. În 1988-1990  a fost secretarul Consiliului Economic Social. 
În anii 1999-2001  a fost secretar al guvernului sub președinția lui Ehud Barak.În anii 2000-2003 a fost președintele Autorității naționale de luptă contra drogurilor. În anul 2003 a fost ales în Knesset. În anul 2005 a ocupat pentru întâia dată un post ministerial.
La 17 ianuarie 2011 și-a dat demisia din postul de ministru al bunăstării sociale.
La 22 noiembrie 2013 a fost ales președinte al Partidului Muncii în locul lui Sheli Yehimovich.  
În anii 2014 - 2017 Herzog  a fost liderul listei Tabăra sionistă, format din Partidul Muncii și lista „Hatnuá” (Mișcarea) a lui Tzipi Livni. 
În iulie 2017 a pierdut alegerile pentru conducerea Partidului Muncii la primul tur de scrutin, în favoarea lui Avi Gabbay.
Între anii 2018 -2021 a fost președintele Agentiei Evreiești.
La 2 iunie 2021 a fost ales de Knesset în funcția de președinte al Statului Israel.
Itzhak Herzog este căsătorit cu Mikhal și tatăl a trei copii.